# Los Llanos de Tormes
Los Llanos de Tormes – gmina w Hiszpanii, w prowincji Ávila, w Kastylii i León, o powierzchni 17,46 km². W 2011 roku gmina liczyła 92 mieszkańców.